# 三浦駅
三浦駅（みうらえき）は、岡山県津山市三浦にある、西日本旅客鉄道（JR西日本）因美線の駅である。

## 歴史
建設費全額を地元が負担する請願駅として建設された。
- 1963年（昭和38年）4月1日：日本国有鉄道（国鉄）因美線の駅として新設[3]。旅客のみ取扱う無人駅[4]。
- 1987年（昭和62年）4月1日：国鉄分割民営化に伴い、JR西日本の駅となる[1]。

## 駅構造

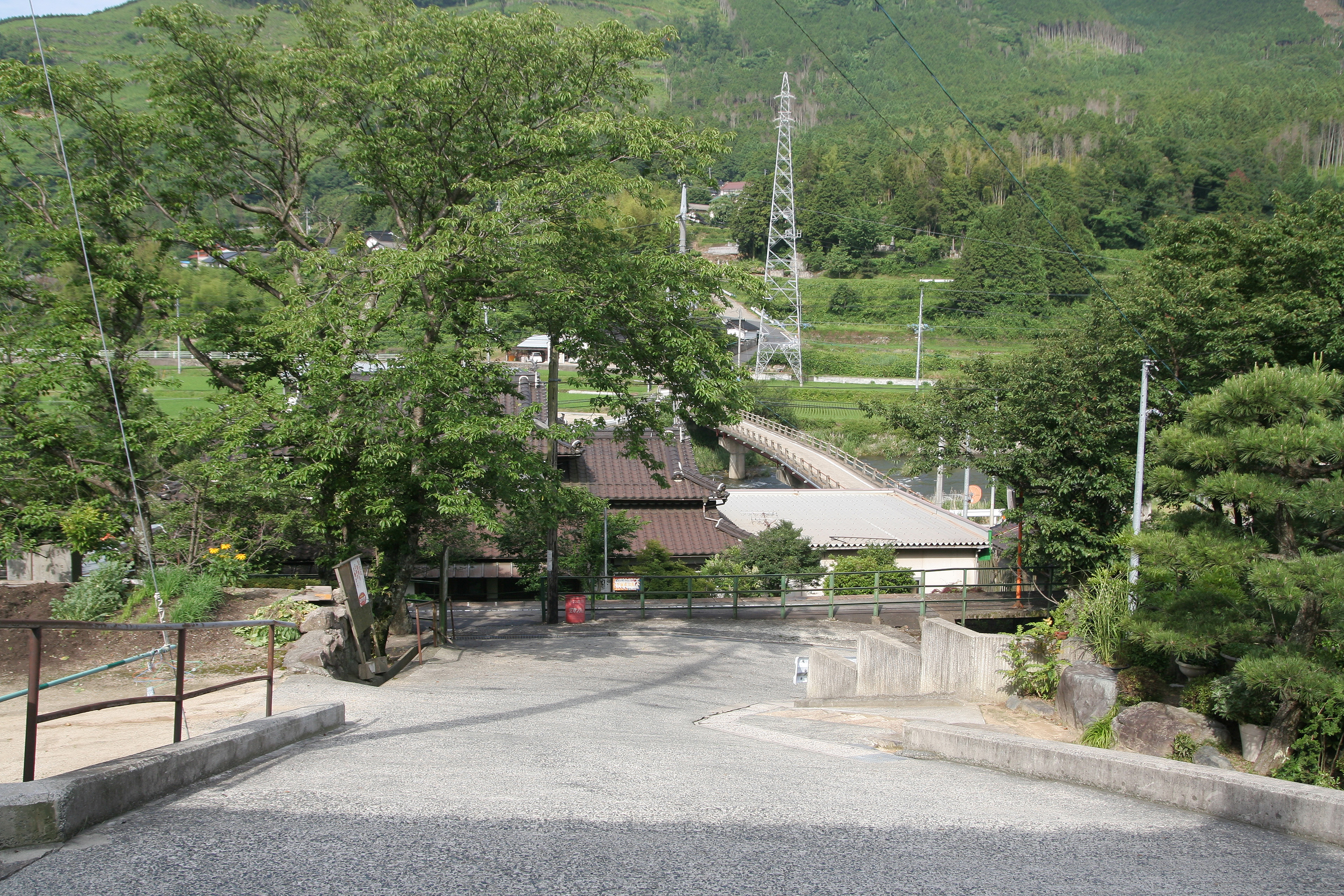
入口（2009年6月）

築堤上に単式ホーム1面1線を有する地上駅（停留所）で、津山方面に向かって左側にホームがある。棒線駅のため、津山方面行・智頭方面行双方が同一ホームより発車する。トイレがある。
津山駅管理の無人駅。駅舎は無いが、待合所がある。直接ホームに入る形となっている。なお、自動券売機・乗車駅証明書発行機は無い。
ホーム脇に生えている樹木は桜の木で、満開時季になると駅全体が桜のトンネルのようになる。

## 利用状況
近年の1日平均乗車人員の推移は以下の通り。
| 乗車人員推移 | 乗車人員推移 |
| 年度         | 1日平均人数  |
| ------------ | ------------ |
| 1999         | 77           |
| 2000         | 69           |
| 2001         | 57           |
| 2002         | 49           |
| 2003         | 44           |
| 2004         | 48           |
| 2005         | 41           |
| 2006         | 37           |
| 2007         | 37           |
| 2008         | 38           |
| 2009         | 32           |
| 2010         | 30           |
| 2011         | 26           |
| 2012         | 24           |
| 2013         | 22           |
| 2014         | 19           |
| 2015         | 18           |
| 2016         | 15           |
| 2017         | 16           |
| 2018         | 14           |
| 2019         | 14           |
| 2020         | 14           |
| 2021         | 9            |
| 2022         | 9            |

## 駅周辺
- 岡山県道・鳥取県道6号津山智頭八東線
- 加茂川

## 隣の駅
西日本旅客鉄道（JR西日本）
 因美線
■快速
通過
■普通
美作加茂駅 - 三浦駅 - 美作滝尾駅